# PGC 2456
PGC 2456 ist eine Spiralgalaxie vom Hubble-Typ Sc im Sternbild Walfisch am Südsternhimmel. Sie ist schätzungsweise 601 Millionen Lichtjahre von der Milchstraße entfernt und hat einen Durchmesser von etwa 115.000 Lichtjahren. Vom Sonnensystem aus entfernt sich das Objekt mit einer errechneten Radialgeschwindigkeit von näherungsweise 13.400 Kilometern pro Sekunde.
Die Ranken aus hellem Gas entstehen durch einen Prozess, der als Staudruck-Stripping bezeichnet wird. Ihre Ähnlichkeit mit baumelnden Tentakeln hat die Astronomen dazu veranlasst, Galaxien mit derartigen Ausläufern – und damit auch JO201 – als „Quallengalaxie“ zu bezeichnen.